# Успение Богородично (Куманич)
Вижте пояснителната страница за други значения на Успение Богородично.
„Успение Богородично“ (на гръцки: Κοιμήσεως Θεοτόκου) е възрожденска църква в зърневското село Куманич (Дасото), Гърция, част от Зъхненската и Неврокопска епархия.
Църквата е построена в рамките на селото в 1870 година. Църквата с времето е претърпяла доста промени. В архитектурно отношение представлява класическата за епохата трикорабна базилика. Над централния кораб има малък дървен псевдокупол с висок дървен барабан с Христос Вседържител.